# Dead Rising
Dead Rising je akční adventura z roku 2006, kterou vyvinula a vydala společnost Capcom pro Xbox 360.

## Synopse
Příběh sleduje fotoreportéra Franka Westa, který uvízne v nákupním centru zamořeném zombíky a snaží se odhalit pravdu o vypuknutí epidemie, než za tři dny přiletí záchranný vrtulník.

## Hratelnost
Hra je z pohledu třetí osoby a nabízí otevřený svět v podobě obchodního centra Willamette Parkview. Hráč musí přežít tím, že v nákupním centru hledá předměty a bojuje proti zombíkům a nepřátelským lidským postavám známým jako psychopati a zároveň zachraňuje přátelské lidské postavy známé jako přeživší. Hra navíc obsahuje stanovený časový limit 72 hodin, během kterých musí hráč dokončit příběh.

## Vydání a ohlasy
Hra Dead Rising byla vydána 8. srpna 2006 a sklidila dobré ohlasy i komerční úspěch. Vznikli tří pokračování, Dead Rising 2 v září 2010, Dead Rising 3 v listopadu 2013 a Dead Rising 4 v prosinci 2016.
Port hry vyvinutý pro Wii, Dead Rising: Chop Till You Drop, byl vydán v únoru 2009. V roce 2010 byla vyvinuta verze pro mobilní telefony IPhone.
V rámci desátého výročí hry byla 13. září 2016 vydána remasterovaná verze pro PlayStation 4, Windows a Xbox One spolu s remasterem hry Dead Rising 2. Dne 19. září 2024 byla vydána vylepšená remasterovaná verze s názvem Dead Rising Deluxe Remaster pro PlayStation 5, Windows a Xbox Series X/S.